# Kościół św. Jerzego w Mieszkowicach
Kościół św. Jerzego w Mieszkowicach – rzymskokatolicki kościół filialny w Mieszkowicach, należący do parafii św. Michała Archanioła w Szybowicach, w dekanacie Prudnik, diecezji opolskiej.

## Historia
Pierwszy kościół w Mieszkowicach wzmiankowany był w 1465. Był zbudowany z drewna i przetrwał do drugiej połowy XVI wieku. Mieszkowice stanowiły wtedy samodzielną parafię.
Obecny kościół został zbudowany w 1586 jako protestancki zbór w czasach posługi pastora Thomasa Thanhöltzera. W 1629 przejęli go katolicy, został przyłączony do parafii w Rudziczce. W 1859 został odnowiony i częściowo przyjął elementy neogotyckie.

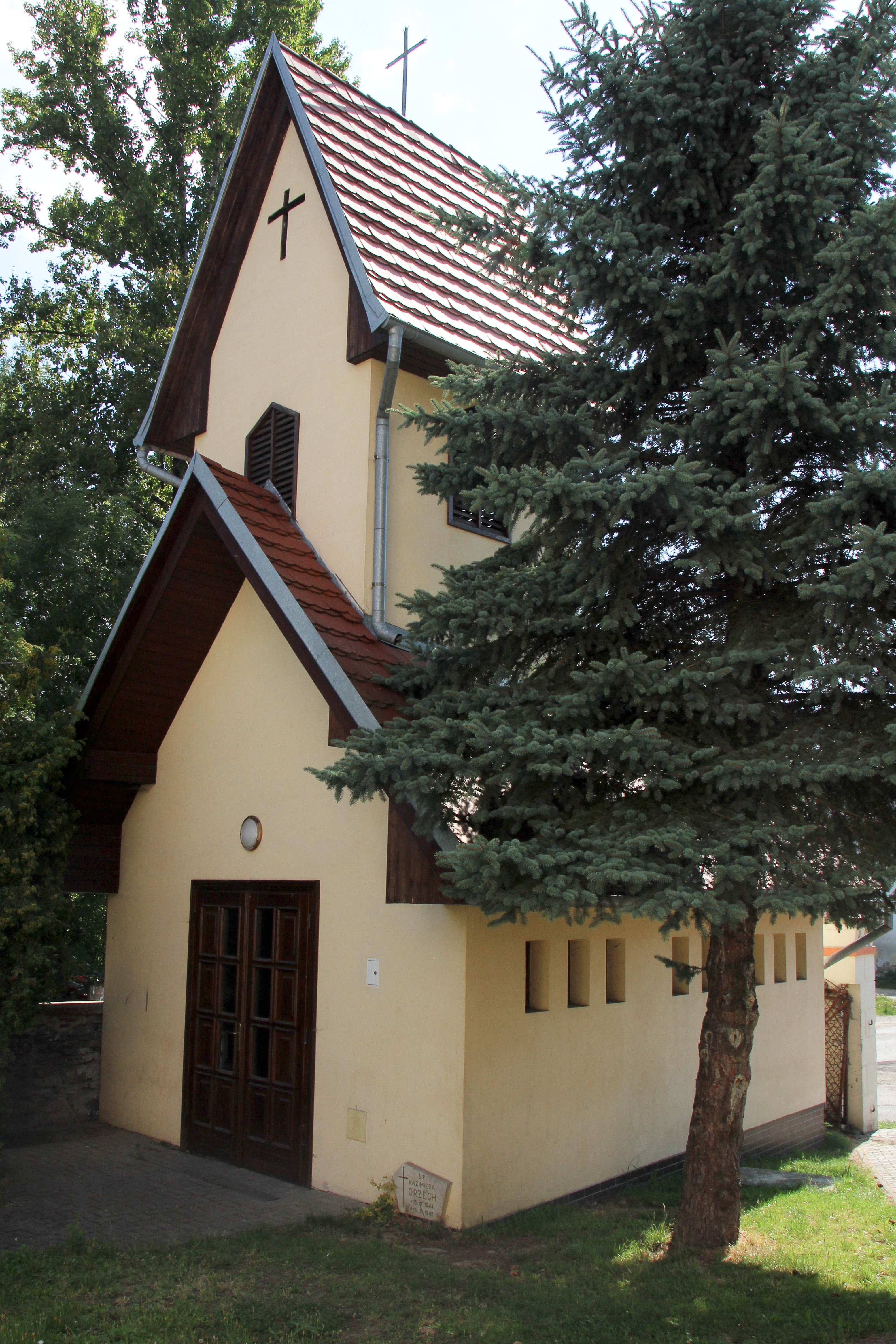
Dom przedpogrzebowy przy kościele

W 1946 kościół w Mieszkowicach staraniem ks. Ludwika Rutyny został przyłączony do parafii św. Michała Archanioła w Szybowicach. Od zakończenia II wojny światowej kościół jest systematycznie remontowany. Jako nowe drzwi wejściowe zostały zamontowane drzwi boczne kościoła Chrystusowego w Prudniku, rozebranego w latach 1968–1969. Przy kościele został wybudowany dom przedpogrzebowy z dzwonnicą.